# Arthur Wuthenow

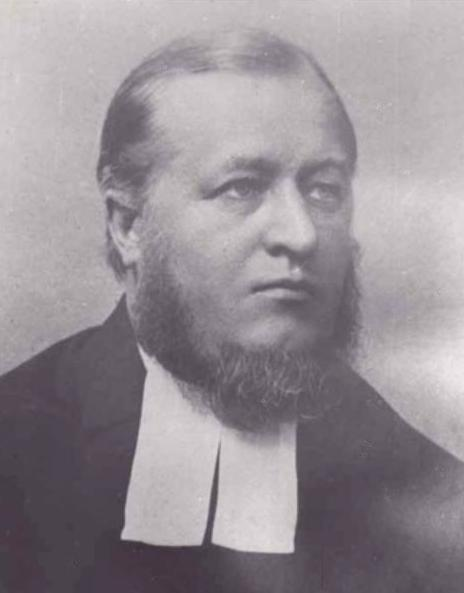
Arthur Wuthenow

Karl Ernst Heinrich Arthur Wuthenow (* 17. Juni 1844 in Gützkow; † 3. Mai 1921 in Berlin-Lichterfelde) war ein deutscher evangelischer Theologe.

## Leben
Karl Ernst Heinrich Arthur Wuthenow wurde als Sohn des Gützkower Bürgermeisters Ferdinand Wuthenow und dessen Frau Alwine, geb. Balthasar, geboren.
Ostern 1864 machte er sein Abitur am Gymnasium Greifswald und studierte danach Theologie. 1877 wurde er zum Diakon der Gemeinde Steglitz ernannt. Er unterstützte seinen späteren Schwiegervater Stephani im Amt und wurde am 24. September 1893 der erste evangelische Pfarrer an der 1880 eingeweihten Matthäuskirche. 1905 ging er in den Ruhestand und zog sich nach Lichterfelde zurück. 
Wuthenow war verheiratet mit Clara Stephani (1848–1903), der Tochter des Pastors Carl Stephani (1812–1894) und dessen Ehefrau Marie Mulzer (1821–1878).
Sein Grab befindet sich auf dem alten Friedhof an der Giesensdorfer Kirche. Eine kleine Straße in der Nähe der Matthäus-Kirche trägt heute den Namen von Arthur Wuthenow.

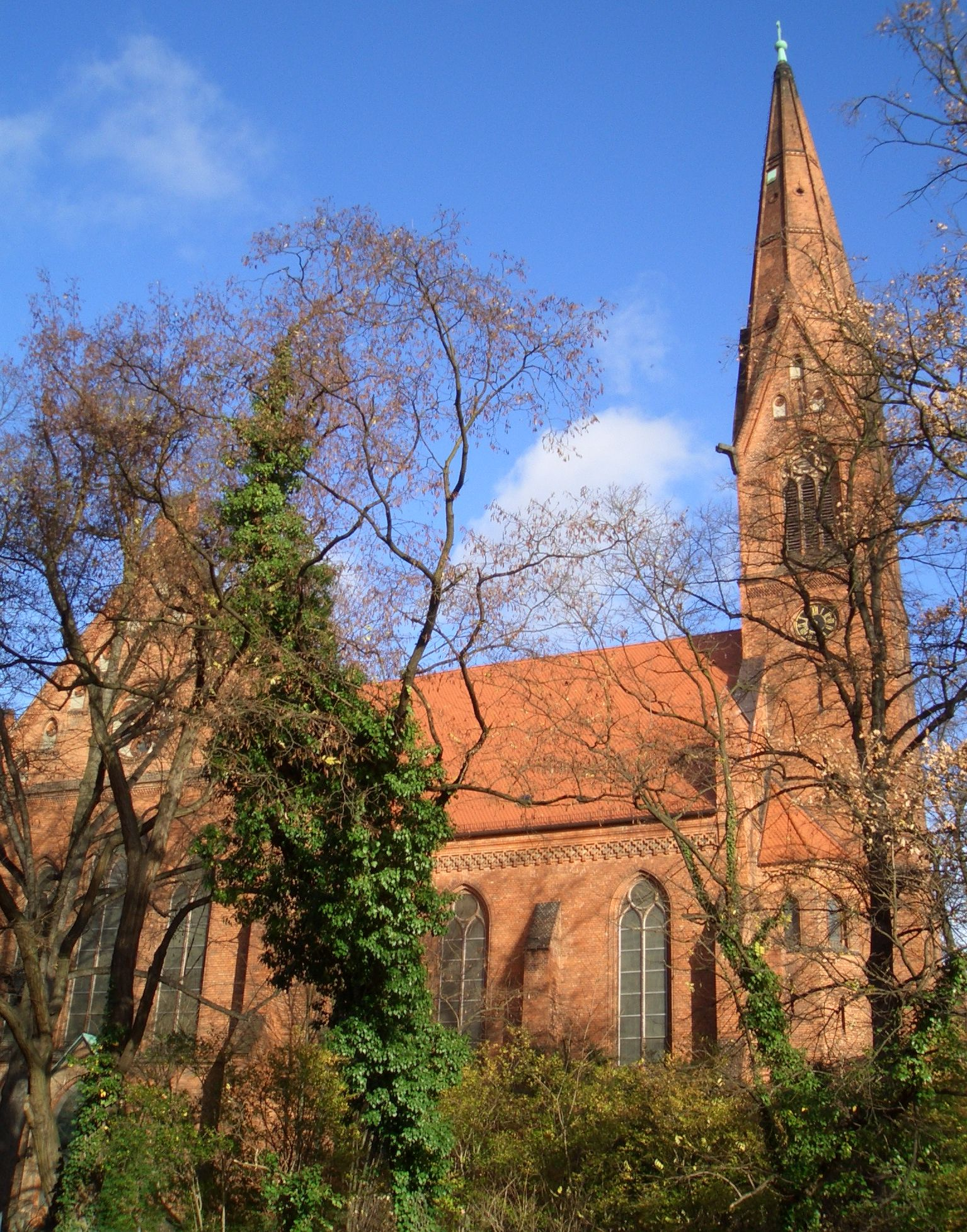
Die Matthäuskirche, deren erster Pfarrer Wuthenow war
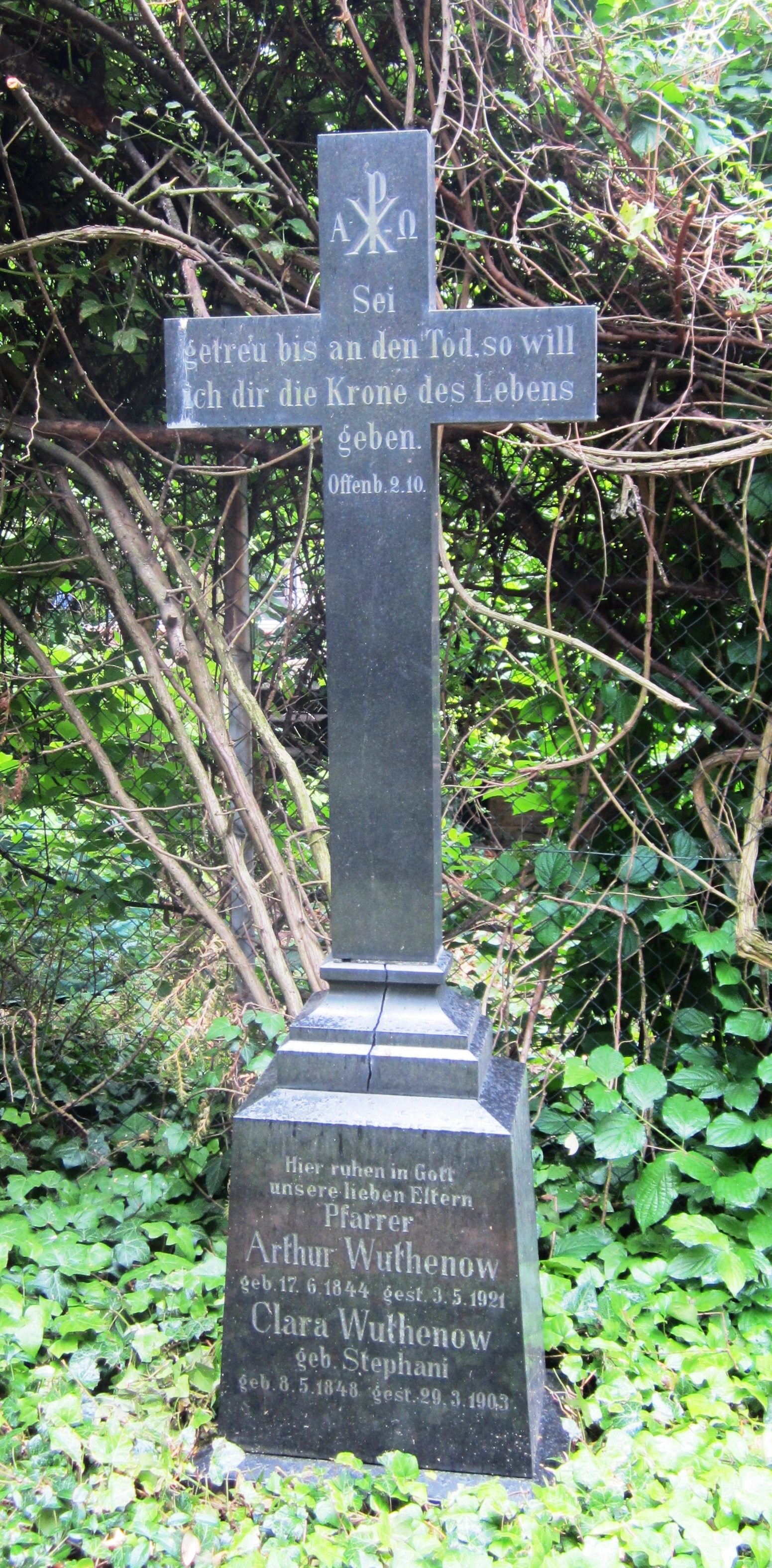
Das Grabmal der Familie Wuthenow auf dem Giesensdorfer Friedhof